# Queige
Queige este o comună în departamentul Savoie din sud-estul Franței. În 2009 avea o populație de 858 de locuitori.

## Evoluția populației
| An        | 1975 | 1982 | 1990 | 1999 | 2006 | 2009 |
| --------- | ---- | ---- | ---- | ---- | ---- | ---- |
| Populație | 667  | 642  | 716  | 735  | 835  | 858  |